# Về Alika và Lyolika
Về Alika và Lyolika (tiếng Ukraina: Про Аліка і Леліка) là một phim hoạt hình dành cho lứa tuổi mới lớn của đạo diễn Artur Reni, ra mắt lần đầu năm 2008.